# M12
М12 (също познат като Месие 12 или NGC 6218) е кълбовиден звезден куп в съзвездието Змиеносец.
М12 има ширина от около 76 светлинни години и съдържа 13 променливи звезди. М12 е по-близко разположен от своя близнак М10 и е малко по-голям и по-блед от него. Не е за вярване, но той е междинен тип между сферичен и плътен разсеян звезден куп (подобно на М11 и не е много концентриран – в центъра е дори по-малко от М10. На тази дистанция от около 16 000 св.г. диаметърът на М12 е 14,5’, което отговаря на 68 св.г. и се движи към нас със скорост от 16 км/сек.
Открит е от френския астроном Шарл Месие през 1764 г.
В Нов общ каталог се води под номер NGC 6218.
Разстоянието до М12 e изчислено на около 16 000 светлинни години. М12 лесно се открива, тъй като е на 2 градуса северно и на 8,5 градуса източно от Делта звездата на съзвездието Змиеносец.